# Beat Fidel Zurlauben
Beat Fidel Antoine Jean Dominique Zurlauben fue un militar, historiador y noble de Suiza nacido en 1720 y fallecido en 1795.
Zurlauben calificó de excelentes los "Discursos políticos" de un miembro de los Salis, antigua familia de la Suiza que antiguamente tuvo algunos derechos de soberanía en el país de los grisónes, llamado Andrés de Salis, jurisconsulto del siglo XVII (Diccionario histórico o biografía universal compendiada, Barcelona: Antonio y Francisco Oliva, 1834.)

## Biografía
Zurlauben fue barón de la Tour Chatillon y obtuvo el rango de teniente-general al servicio de Francia y fue natural de Zug, Suiza.
También fue caballero de la Orden de San Luis, brigadier del ejército del rey, capitán de regimiento de las Guardias Suizas de su Majestad y Honorario-Extranjero de la Academia Real de Inscripciones y Bellas Letras.
Descendiente de una noble familia alemana que remonta su origen a los tiempos de Otón I del Sacro Imperio Romano Germánico, hizo las campañas de 1742 y 1743 al servicio de Francia, se distinguió en 1762 en la defensa de las trincheras de Melsunger y tomó su retiro en 1780 con la graduación de teniente-general.
Sus trabajos como historiador son una historia militar de los suizos, memorias y cartas al duque de Rohan, tablas tipográficas, físicas, históricas, políticas y literarias de Suiza, y una biblioteca militar y política.

## Obras
- Tableaux de la Suisse,..., Génova, 1977, 4 vols.
- Onosandri Strategicus, sive. De imperatoris institutione liber ad codicum manus...., Norimbergae, 1762.
- Code militaire des suisses,..., París, chez Vincent, 1758-64, 4 vols.
- Histoire militaire des suisses au service de France,..., París: chez Desiant & Saillant, 1751-53, 8 vols.
- Otras